# Dysderina insularum
Dysderina insularum är en spindelart som beskrevs av Roewer 1963. Dysderina insularum ingår i släktet Dysderina och familjen dansspindlar. Inga underarter finns listade i Catalogue of Life.